# ماغنوس كارلسون (متسابق دراجات نارية)
ماغنوس كارلسون (بالسويدية: Magnus Karlsson)‏ هو متسابق دراجات نارية سويدي، ولد في 28 ديسمبر 1981 في غولسبونغ في السويد.